# Bajonetten 7

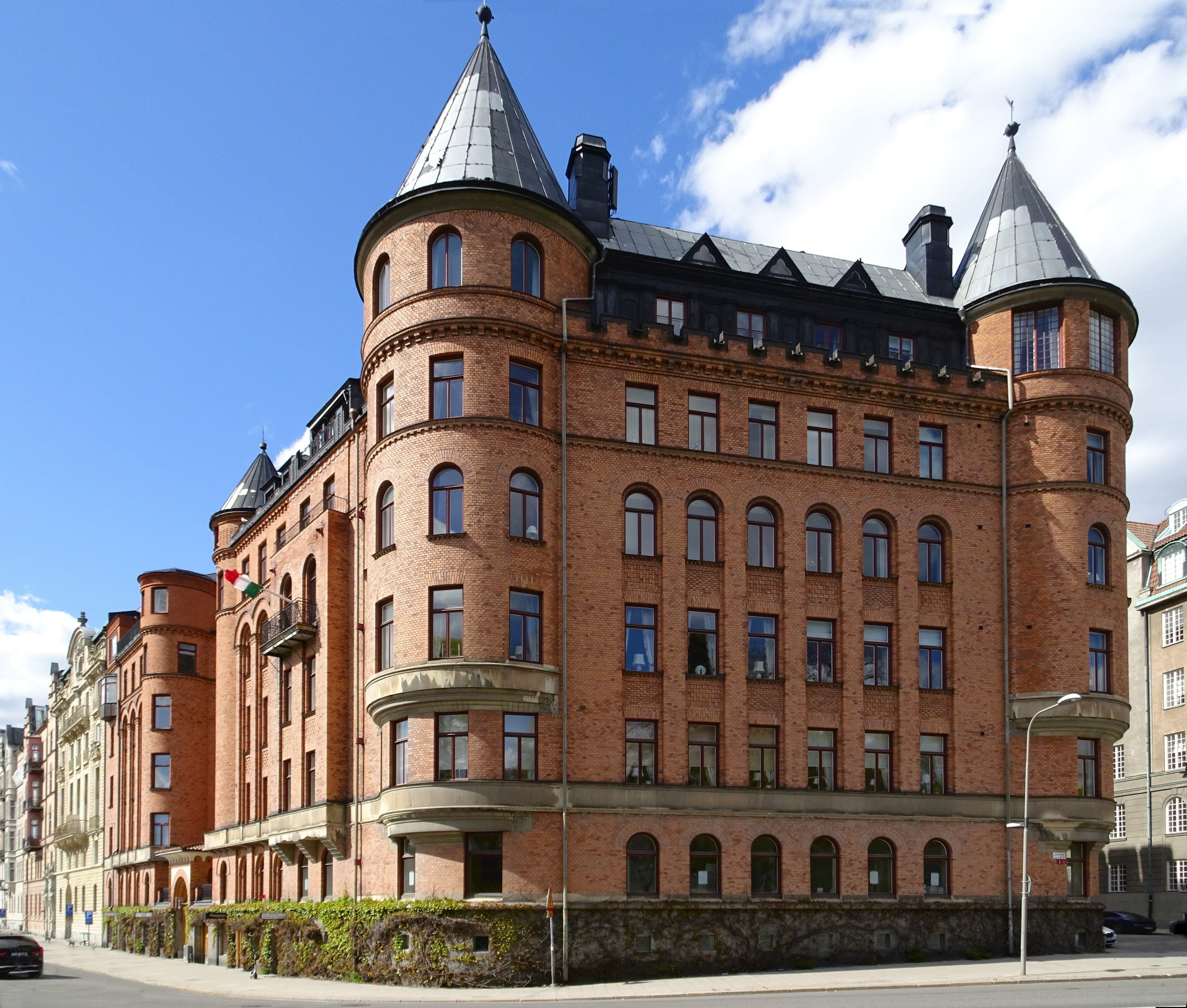
Bajonetten 7, Strandvägen 57 vy västerut, maj 2022.

Bajonetten 7 är en kulturhistoriskt värdefull fastighet i kvarteret Bajonetten i hörnet Strandvägen 57 / Storgatan 60 på Östermalm i Stockholm. Byggnaden uppfördes 1895–1900 av storbyggmästaren och fastighetsägaren Carl Oscar Lundberg efter ritningar av arkitekterna Ludvig Peterson och Ture Stenberg. Fastigheten är blåmärkt av Stadsmuseet i Stockholm vilket betyder "att bebyggelsen bedöms ha synnerligen höga kulturhistoriska värden".

## Bakgrund

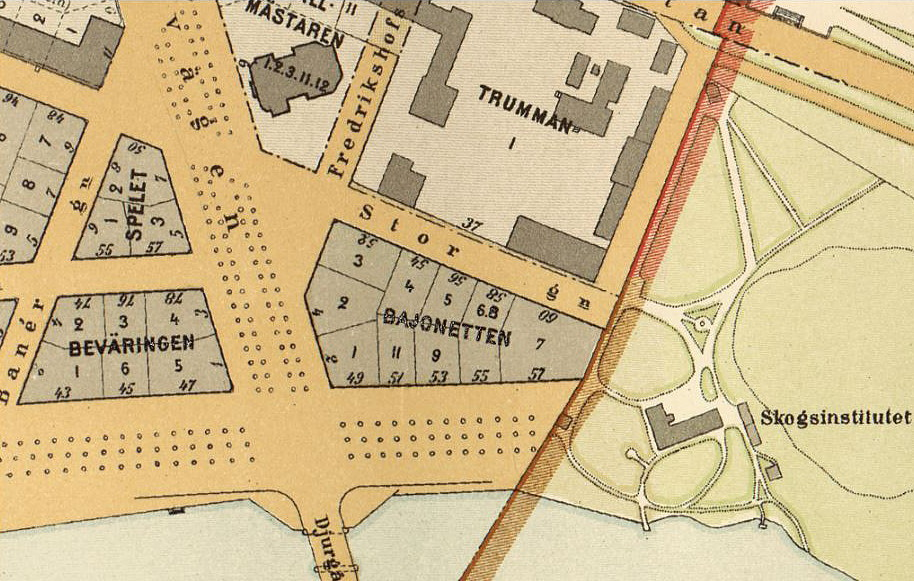
Kvarteret Bajonetten 1899.

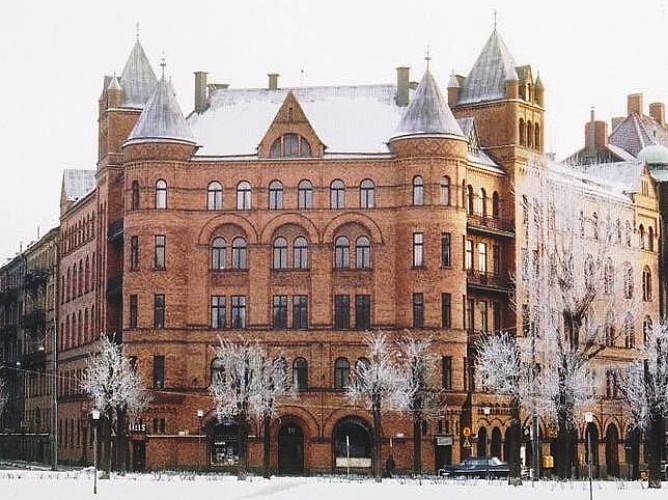
Strindberghuset (rivet 1968).

Kvarteret Bajonetten bildades på 1880-talet i ett område där tidigare Fredrikshov slotts park och trädgård låg som sträckte sig ner till Ladugårdslandsviken. Kvartersnamnet Bajonetten tillhör ett 60-tal liknande kvartersnamn vilka anknöt till den tidigare militära verksamheten och påminner än idag om den långa militära epoken på Östermalm. Närmaste granne i öster är Gamla skogsinstitutet från 1850-talet. Bajonetten 7 blev den sista fastigheten i den långa raden Strandvägshus. Här, i höjd med Storgatan, slutade även hela Strandvägen och Kavallerivägen tog vid. 
Under 1890-talets första hälft förvärvade grosshandlaren Isaak Hirsch detta område från Kronan. Hirsch lät bebygga kvarterets sydvästra sida (Bajonetten 1, 2, 9 och 11) och flyttade själv in i det exklusiva hörnhuset Bajonetten 1, medan östra delen övertogs av storbyggmästaren och fastighetsägaren Carl Oscar Lundberg som uppförde sitt nya bostadshus på kvarterets största fastighet, Bajonetten 7. Huset stod färdigt år 1900 och blev Lundberg sista stora projekt, då han avled samma år.
För nybygget i Bajonetten 7 anlitade Lundberg arkitekterna Ludvig Peterson och Ture Stenberg som några år tidigare ritat det så kallade (numera rivna) Strindberghuset vid Karlaplan. Peterson besökte Chicagoutställningen 1893 och tog starkt intryck av Chicagoskolans arkitektur, framför allt av arkitekt Henry Hobson Richardsons arbeten, vilket kom att återspegla sig i exteriören för både Strindberghuset och Bajonetten 7.

## Byggnadsbeskrivning

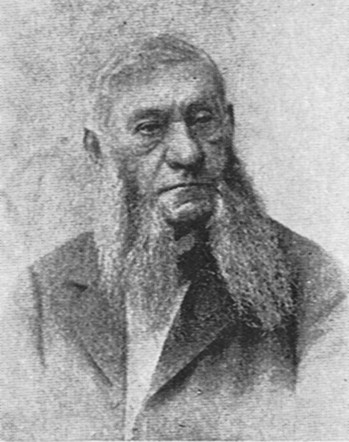
Fastighetsägaren och byggmästaren Lundberg, 1900.

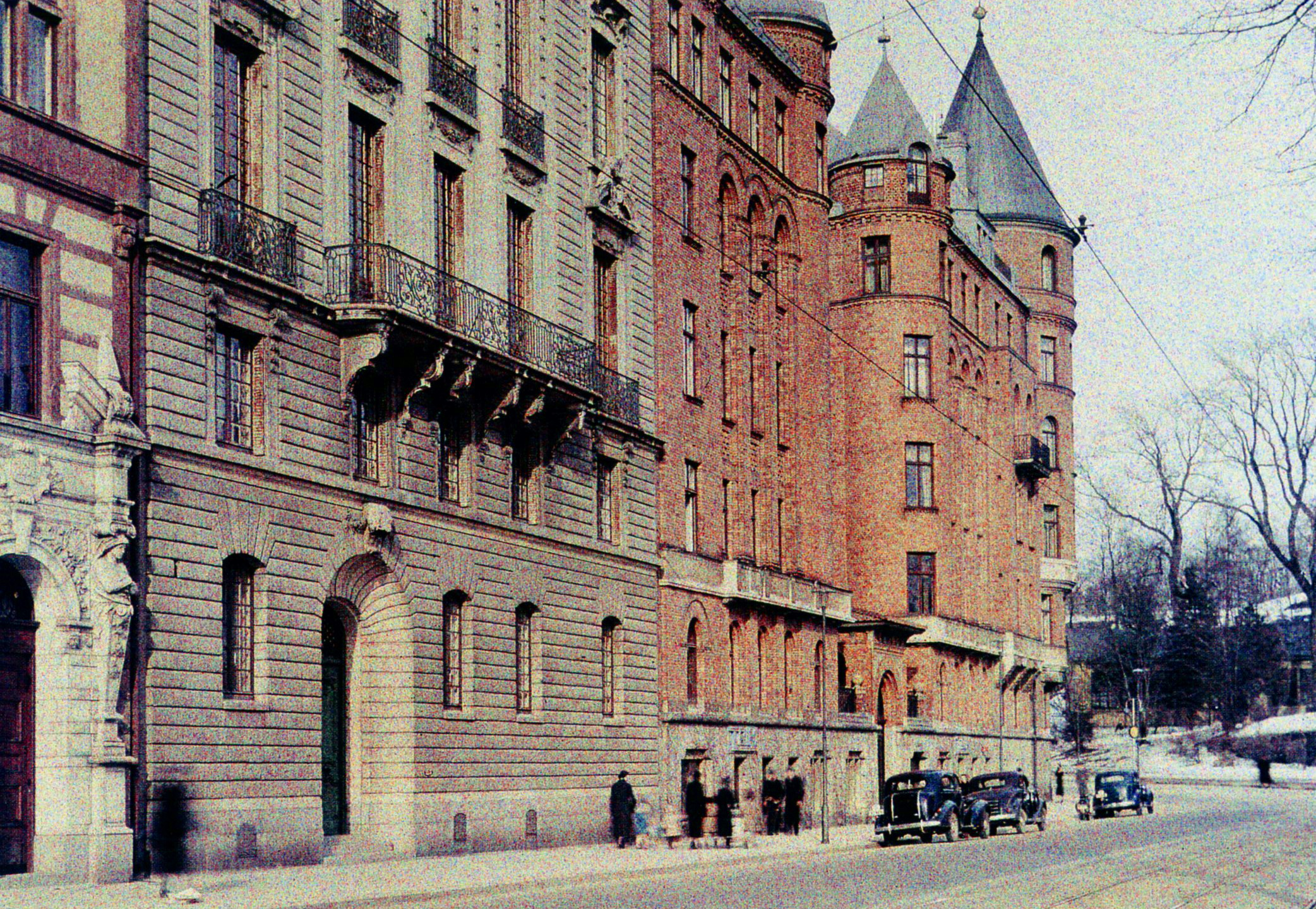
Strandvägen 55–57 österut 1937, tidigt färgfotografi av Gustaf W:son Cronquist.

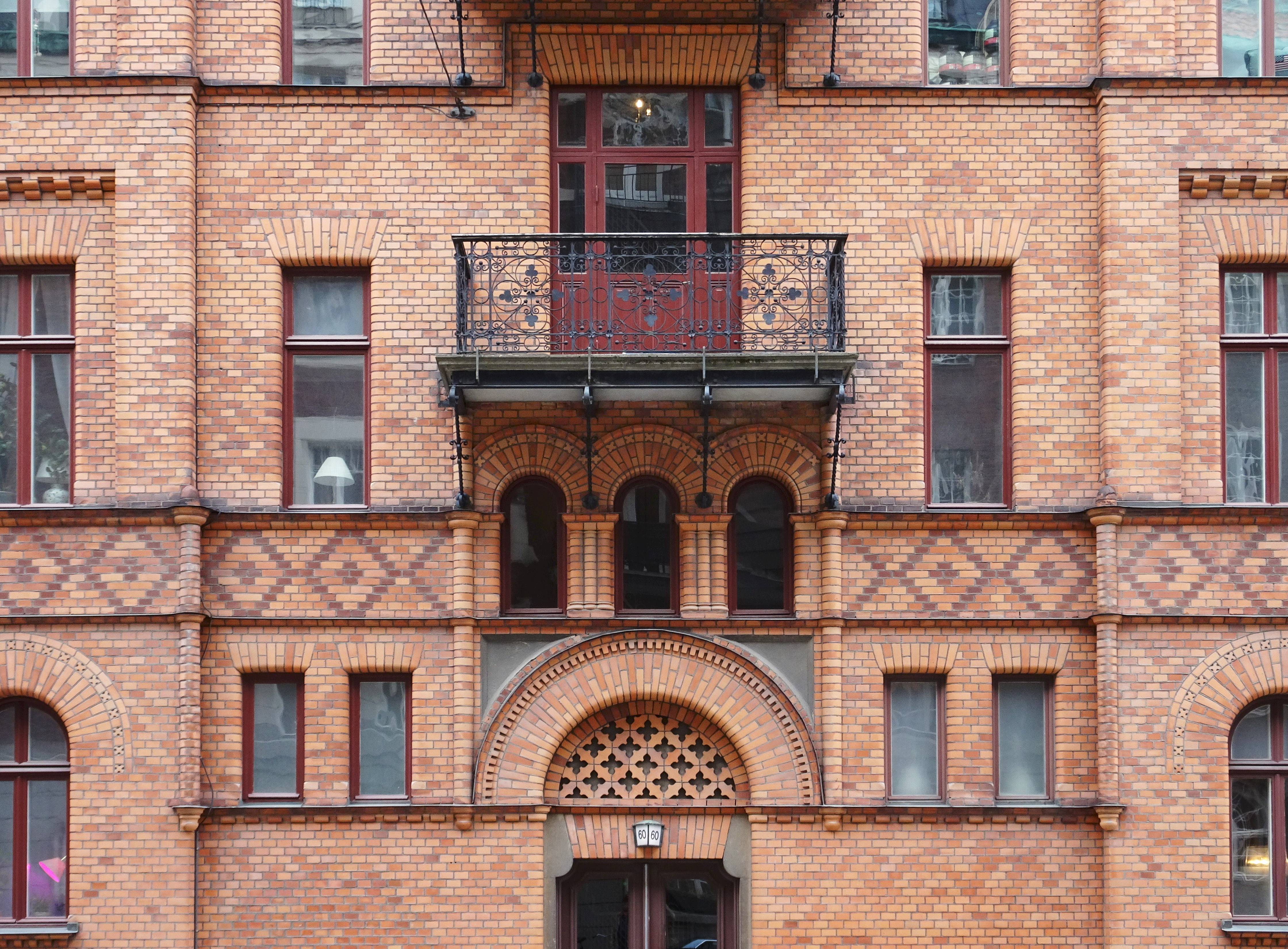
Mönstermurning mot Storgatan.

Bajonetten 7 är ett bra exempel på Amerikainspirerad rundbågestil och kraftfull arkitektur. Fastigheten skiljer sig markant från de andra byggnaderna i kvarteret och övriga Strandvägshus och är näst Bünsowska huset den mest personliga skapelsen. Fasaderna är uppförda av friskt rött murtegel som kom från Carl Oscar Lundbergs eget tegelbruk vid Mälaren nära Eskilstuna. Formtegel av olika slag, delvis med pressad dekor, bildar dekorativa mönster i fasaden. Mot öster dominerar två monumentala hörntorn som kröns av konformade tornhuvar, täckta av svartmålat plåt. Motivet känns igen från Strindberghuset.
De svagt rundade hörnen mot Strandvägen markeras av stora runda burspråk, balkongerna vilar på smidda konsoler och har sirliga smidda räcken. Mot söder är fastigheten uppdelad i två volymer och öppnar sig mot Strandvägen med en öppen innergård. Entrén är formgiven som en mellanliggande entrébyggnad innehållande hög träport med välvd och glasat överstycke och en överbyggnad i rött tegel med detaljer i vit slätputs. Mot Storgatan är fasaden sammanhållen. Gårdsfasaderna gestaltades lika gatufasaderna. 
Åren 1914 till 1916 utfördes en större om- och tillbyggnad efter ritningar av arkitektkontoret Hagström & Ekman. Då förlängdes huset åt öster och en del av vinden inreddes med bostäder. Därefter har flera förändringar ägt rum, bland annat ett parkeringsgarage i den underbyggda gården som tillkom 1930-talet, likaså en ny förstuga mot Strandvägen och påbyggnaden av västra flygeln med en våning. Under 1940-, 1950- och 1960-talen har framförallt en rad ombyggnader i bostadsplanen ägt rum samt kontorisering av lägenheterna på bottenvåningen. 
Fastighetens huvudentré utfördes i två nivåer med en trappa upp till bottenvåningen. Därefter, vinkelrätt med entrétrappan, går en korridor till uppgång A till vänster och till höger en korridor till uppgång C samt rakt fram ytterligare en korridor, som går tvärs över gården till uppgång B (Storgatan 60).
Entréhallen har dekorativt målade kryssvalv och entrétrappan har steg av granit och i taket synliga träbjälkar. Nedre delen av väggen är terrasitputsad medan övre delen är målad med en mycket dekorativ ornamentik visande blad, bär, frukter, blommor och liknande i grönt, rött, blått och brunt. De tre trapphusen är sinsemellan olika gestaltade med marmor- eller konststensgolv, trappsteg av marmor respektive vit kalksten eller cementsten.

## Boenden och ägare

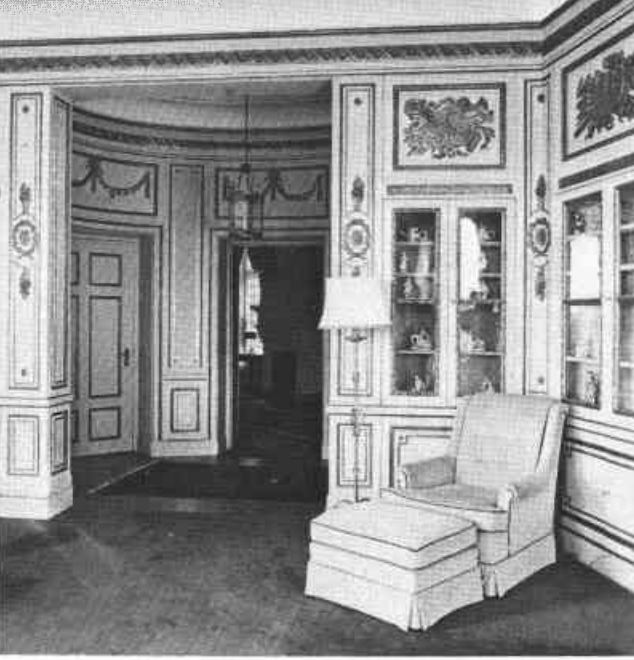
Förmak i Östermans bostad.

Den ursprungliga lägenhetsfördelningen 1899 var på vart och ett av de fem våningsplanen en lägenhet om 5, 6, 7 och 8 rum och kök vilka nåddes via tre huvud- och tre kökstrappor. 
Lägenheten (om 10 rum och kök) i den på 1910-talet tillbyggda delen österut hyrdes av första hovintendenten och porträttmålaren Bernhard Österman. Hans lägenhet bevarar fortfarande mycket av den ursprungligen magnifika inredningen, exempelvis parkettgolv, tak med mycket rik stuckdekor, väggmålningar, paneler av olika slag och öppna spisar. I det rundade tornrummet (före detta "fruns rum"), och dess lilla ovala förmak är väggarna indelade i fält med guldlister och dekorerade i gustaviansk stil. 
Bland tidiga hyresgäster märks den förmögne grosshandlaren William Olsson, verksam i skogs- och järnindustri och grundare av den efter honom uppkallade internatskolan Lundsbergs skola. I huset ligger residensen för ambassadören vid Ungerns ambassad i Stockholm, själva ambassaden finns vid närbelägna Dag Hammarskjölds väg 10 i Diplomatstaden. Några av bottenvåningens lokaler disponeras av bland annat Svenskt Tenns sömnadsateljé.
Efter byggherren Carl Oscar Lundbergs död år 1900 övertogs fastigheten av Byggmästaren C.O. Lundbergs Fastighets AB. Efter 1919 uppger Stockholms adresskalender som ägare en C.F. Lundqvist, brukspatron på Ramnäs Bruk AB. Idag ägs fastigheten av bostadsrättsföreningen Bajonetten nr 7 som registrerades 1984.

### Bilder, fasader mot Strandvägen

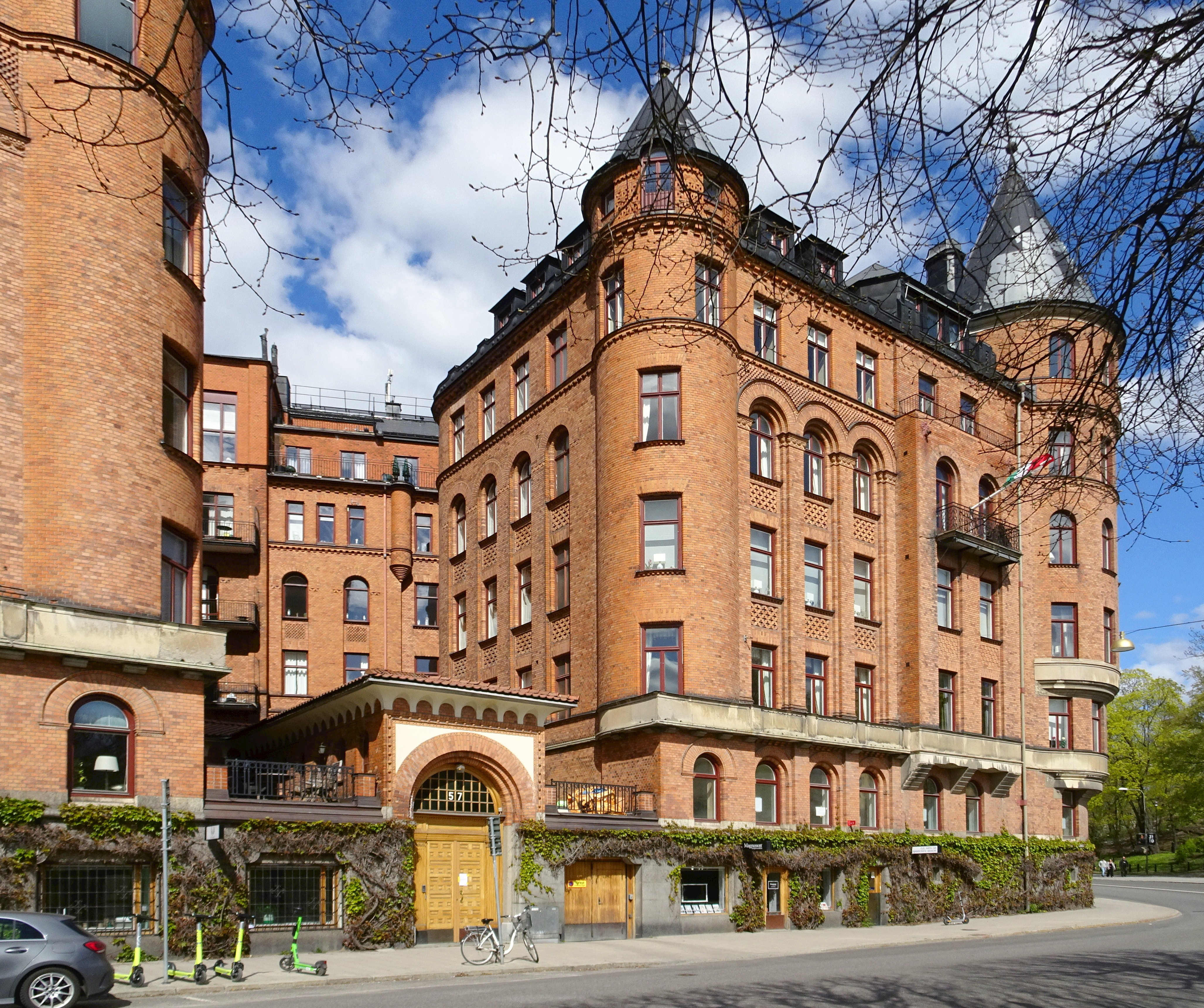
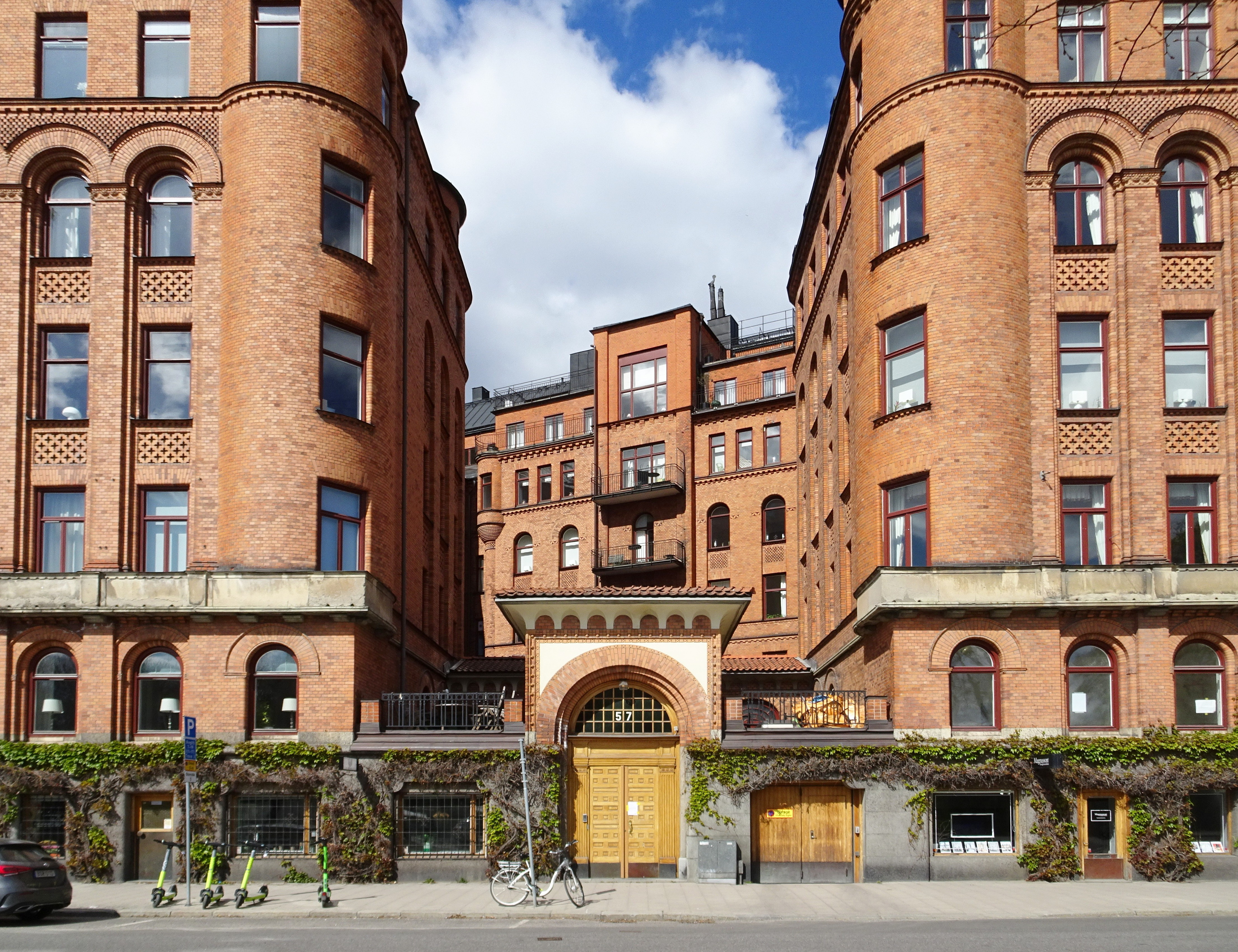
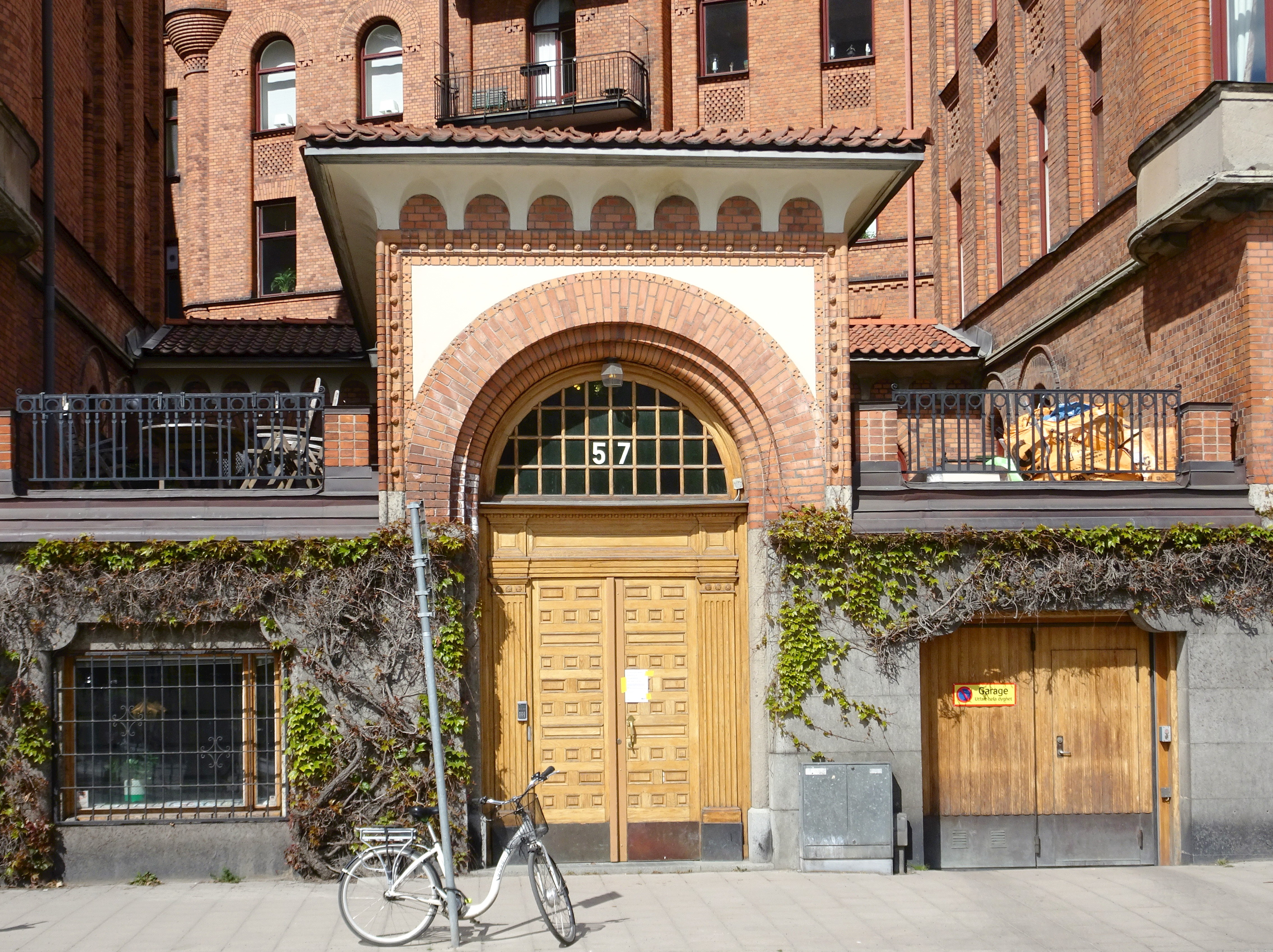
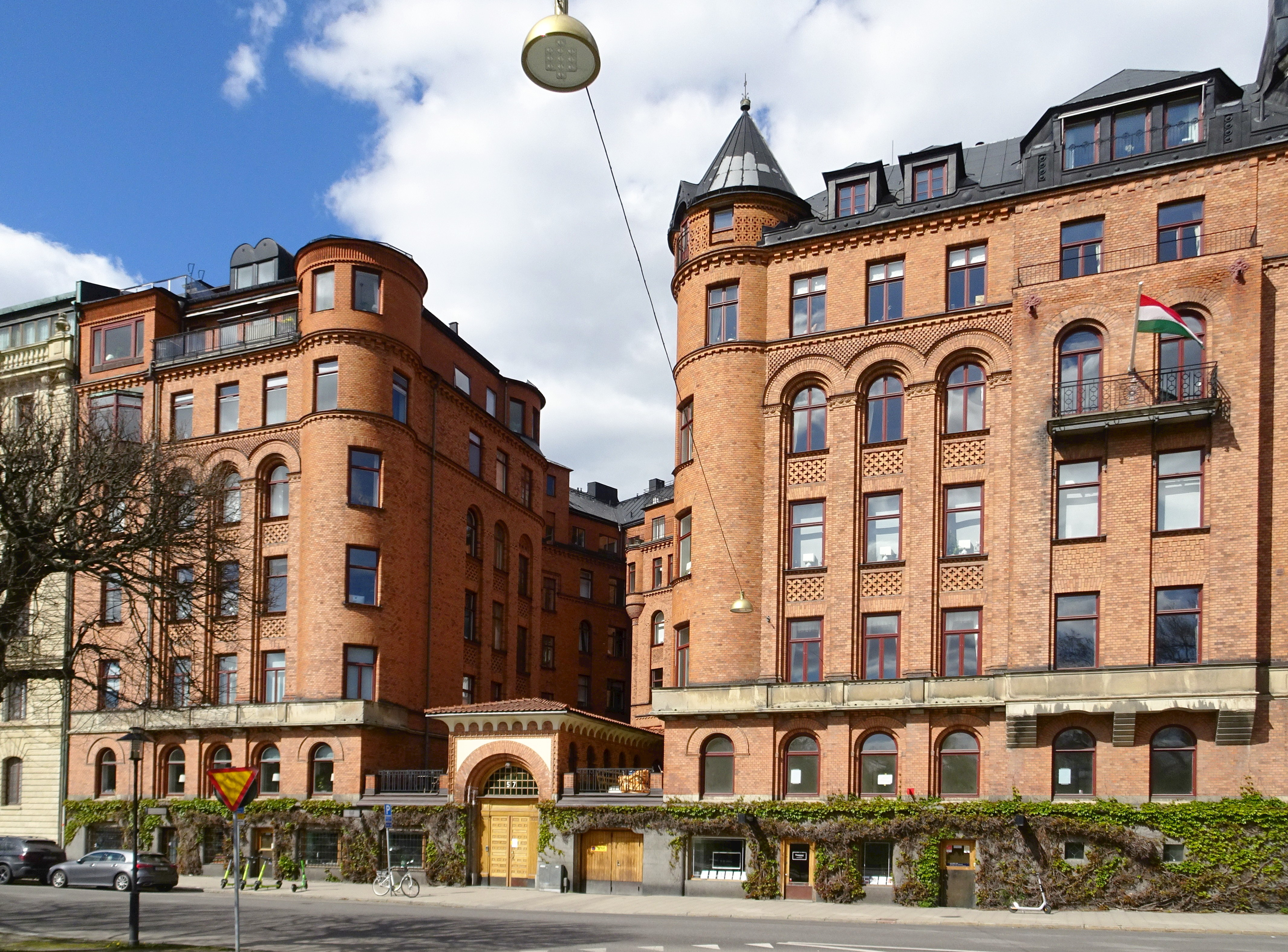